# Ischnocolus fuscostriatus
Ischnocolus fuscostriatus là một loài nhện trong họ Theraphosidae.
Loài này thuộc chi Ischnocolus. Ischnocolus fuscostriatus được Eugène Simon miêu tả năm 1885.